# Iglesias de Moldavia
Las iglesias del norte de Moldavia son ocho iglesias ortodoxas rumanas en el distrito de Suceava en el norte de Moldavia en Rumanía.
Los edificios fueron construidos entre 1487 y 1583 y pertenecen al estilo arquitectónico moldavo. La iglesia de Pătrăuţi es la más antigua iglesia fundada por Esteban III de Moldavia que aún se conserva.  
En 1993 fueron inscritas siete de ellas en la lista del Patrimonio de la Humanidad por la Unesco, siendo incluida la iglesia de la Resurrección del monasterio de Sucevița en 2010.
| Nombre                                                                     | Ciudad    | Año de construcción | Situación                                  |
| -------------------------------------------------------------------------- | --------- | ------------------- | ------------------------------------------ |
| Iglesia de la decapitación de San Juan Bautista en el monasterio de Arbore | Arbore    | 1503                | 47°44′N 25°56′E / 47.733, 25.933           |
| Iglesia de la Asunción de la Virgen en el antiguo monasterio de Humor      | Humor     | 1530                | 47°36′N 26°00′E / 47.600, 26.000           |
| Iglesia de la Anunciación en el monasterio de Moldovița                    | Moldovița | 1532                | 47°41′N 25°33′E / 47.683, 25.550           |
| Iglesia de la Santa Cruz de Pătrăuți                                       | Pătrăuți  | 1487                | 47°45′N 26°17′E / 47.750, 26.283           |
| Iglesia de San Nicolás y el Catholicon del monasterio de Probota           | Probota   | 1531                | 47°24′N 26°38′E / 47.400, 26.633           |
| Iglesia de San Jorge                                                       | Suceava   | 1522                | 47°40′N 26°17′E / 47.667, 26.283           |
| Iglesia de San Jorge en el antiguo monasterio de Voroneț                   | Voroneț   | 1487                | 47°32′N 25°52′E / 47.533, 25.867           |
| Iglesia de la Resurrección del monasterio de Sucevița                      | Sucevița  | 1583                | 47°46′42″N 25°42′46″E / 47.77833, 25.71278 |

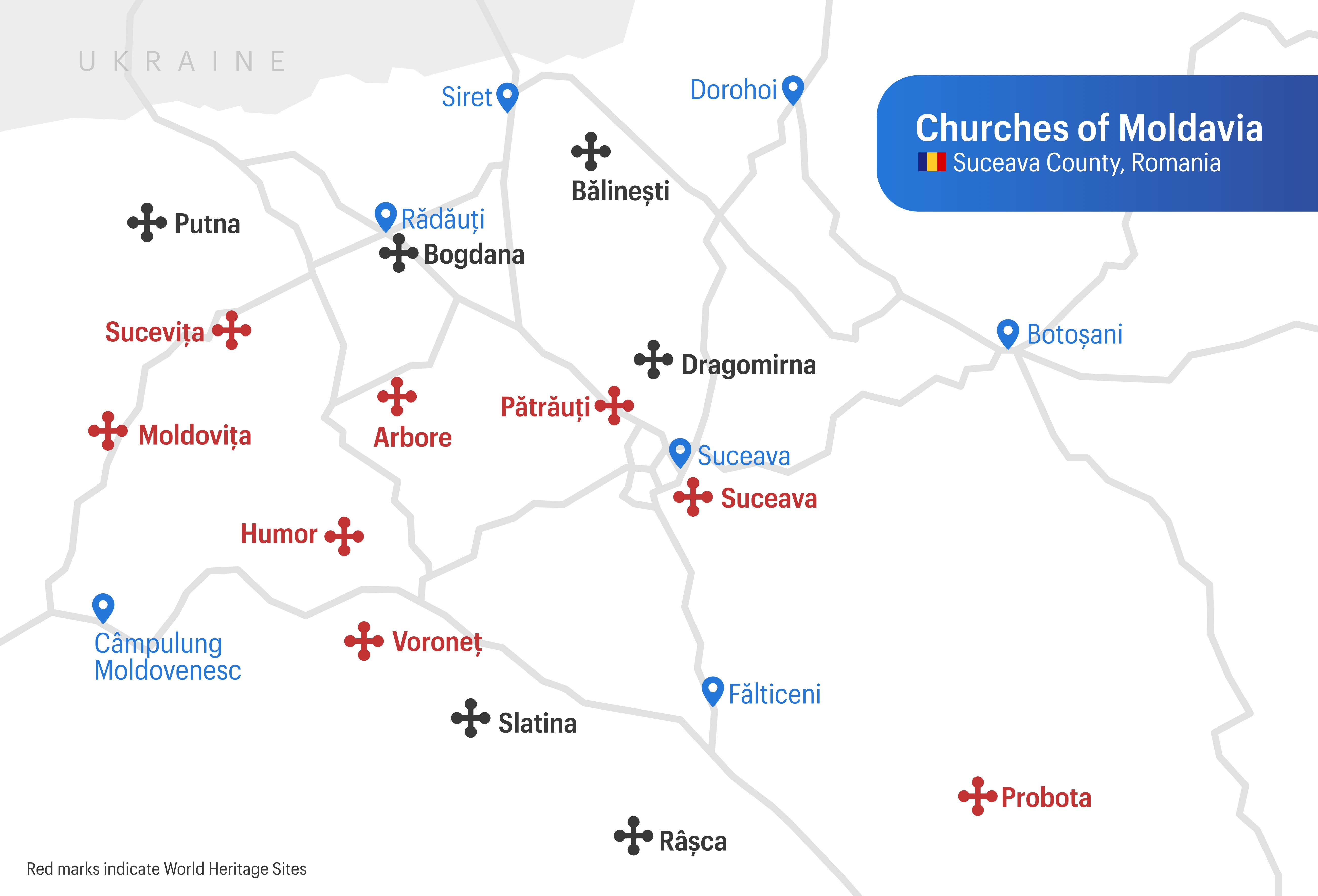
Mapa con la situación de los más importantes monasterios moldavos.

Otras iglesias destacables en la zona son:
| Nombre                                                                     | Lugar      | Año de construcción |
| -------------------------------------------------------------------------- | ---------- | ------------------- |
| Iglesia del Descendimiento del Espíritu Santo del monasterio de Dragomirna | Dragomirna | 1609                |
| Iglesia de la Transformación del monasterio de Slatina                     | Slatina    | 1554-61             |